# Баньоль-де-л’Орн-Норманди (кантон)
Баньоль-де-л’Орн-Норманди (фр. Bagnoles de l'Orne Normandie) (до 5 марта 2020 года назывался Баньоль-де-л’Орн, фр. Bagnoles-de-l'Orne) — кантон во Франции, находится в регионе Нормандия, департамент Орн. Входит в состав округа Алансон.

## История
Кантон образован в результате реформы 2015 года. В его состав были включены упраздненные кантоны Жювиньи-су-Анден и Пассе, а также отдельные коммуны кантонов Донфрон и Ла-Ферте-Масе.
С 1 января 2016 года состав кантона изменился: коммуны Боланде, Жювиньи-су-Анден, Ла-Барон-су-Люсе, Лоре, Люсе, Сен-Дени-де-Вильнет и Сет-Форж образовали новую коммуну Жювиньи-Валь-д’Анден; коммуны Л’Эпине-ле-Конт, Пассе и Сен-Симеон — новую коммуну Пассе-Виллаж; коммуны Ален, Женеле, Кутерн и Ла-Шапель-д’Анден — новую коммуну Рив-д’Анден; коммуна Баньоль-де-л’Орн и коммуна Сен-Мишель-де-Анден кантона Ла-Ферте-Масе — новую коммуну Баньоль-де-л’Орн-Норманди, к которой перешел статус административного центра кантона.
5 марта 2020 года указом № 2020-212 кантон переименован в Баньоль-де-л’Орн-Норманди..

## Состав кантона с 1 января 2016 года
В состав кантона входят коммуны (население по данным Национального института статистики за 2018 г.):
- Баньоль-де-л’Орн-Норманди (2 713 чел.)
- Жювиньи-Валь-д’Анден (2 180 чел.)
- Мантийи (528 чел.)
- Пассе-Виллаж (1 176 чел.)
- Перру (307 чел.)
- Рив-д’Анден (3 050 чел.)
- Сен-Марс-д’Эгрен (669 чел.)
- Сен-Рош-сюр-Эгрен (177 чел.)
- Сен-Фрембо (541 чел.)
- Сосе (1 177 чел.)
- Тессе-Фруле (385 чел.)
- Торшам (297 чел.)

## Политика
На президентских выборах 2022 г. жители кантона отдали в 1-м туре Эмманюэлю Макрону 37,5 % голосов против 26,1 % у Марин Ле Пен и 10,8 % у Жана-Люка Меланшона; во 2-м туре в кантоне победил Макрон, получивший 60,4 % голосов. (2017 год. 1 тур: Франсуа Фийон – 30,6 %, Эмманюэль Макрон и Марин Ле Пен – по 21,8 %,  Жан-Люк Меланшон – 11,5 %; 2 тур: Макрон – 64,6 %. 2012 год. 1 тур: Николя Саркози — 37,2 %, Франсуа Олланд — 19,0 %, Марин Ле Пен — 18,0 %; 2 тур: Саркози — 61,9 %).
С 2021 года кантон в Совете департамента Орн представляют мэр коммуны Баньоль-де-л’Орн-Норманди Оливье Петижан (Olivier Petitjean) и мэр-делегат ассоциированной коммуны Сет-Форж Сильви Сере (Sylvie Serais) (оба ― Разные правые).
|                | Кандидаты                     | Партия                   | Первый тур | Первый тур     | Второй тур | Второй тур |
| Кол-во голосов | Кандидаты                     | Партия                   | % голосов  | Кол-во голосов | % голосов  |            |
| -------------- | ----------------------------- | ------------------------ | ---------- | -------------- | ---------- | ---------- |
|                | Оливье Петижан Сильви Сере    | Разные правые            | 2 155      | 77,66          | 2 147      | 79,96      |
|                | Рудольф Дюкло Франсуаза Тутен | Национальное объединение | 620        | 22,34          | 538        | 20,04      |

|                | Кандидаты                             | Партия                  | Первый тур | Первый тур     | Второй тур | Второй тур |
| Кол-во голосов | Кандидаты                             | Партия                  | % голосов  | Кол-во голосов | % голосов  |            |
| -------------- | ------------------------------------- | ----------------------- | ---------- | -------------- | ---------- | ---------- |
|                | Жан-Пьер Блуэ Мари-Терез де Валламбра | Правый блок             | 1 995      | 40,14          | 3 293      | 70,36      |
|                | Жан-Пьер Робер Жозетт Шевро           | Национальный фронт      | 1 093      | 21,99          | 1 387      | 29,64      |
|                | Венсан Кремер-Генен Беатрис Флёриссон | Социалистическая партия | 1 071      | 21,55          |            |            |
|                | Надин Белзидски Дидье Лоне            | Разные правые           | 811        | 16,32          |            |            |